# Řepčín
Řepčín (Duits: Repschein en Latijn: Repsin of Repsine) is tegenwoordig een wijk in Olomouc. In Řepčín wonen ongeveer 700 mensen. Tot 1919 was Řepčín een zelfstandige stad. In de wijk bevinden zich een spoorweghalte, Olomouc-Řepčín en een klein stadion Fotbalový stadion v Řepčíně, waar het B-team van SK Sigma Olomouc zijn wedstrijden speelt.

## Geschiedenis
- 1275 - Eerste vermelding van Řepčín als gemeente.

## Aanliggende (kadastrale) gemeenten
| Aanliggende (kadastrale) gemeenten1 | Aanliggende (kadastrale) gemeenten1 | Aanliggende (kadastrale) gemeenten1 | Aanliggende (kadastrale) gemeenten1 | Aanliggende (kadastrale) gemeenten1 |
| ----------------------------------- | ----------------------------------- | ----------------------------------- | ----------------------------------- | ----------------------------------- |
| Křelov-Břuchotín                    |                                     | Horka nad Moravou                   |                                     | Černovír                            |
|                                     |                                     |                                     |                                     |                                     |
|                                     |                                     |                                     |                                     |                                     |
|                                     |                                     |                                     |                                     |                                     |
| Topolany                            |                                     | Neředín                             |                                     | Hejčín                              |

1 Cursief geschreven namen zijn andere kadastrale gemeenten binnen Olomouc.
Bělidla ·
Černovír ·
Droždín ·
Chomoutov ·
Chválkovice ·
Hejčín ·
Hodolany ·
Holice ·
Klášterní Hradisko ·
Lazce ·
Lošov ·
Nedvězí ·
Nemilany ·
Neředín ·
Nová Ulice ·
Nové Sady ·
Nový Svět ·
Olomouc-město ·
Pavlovičky ·
Povel ·
Radíkov ·
Řepčín ·
Slavonín ·
Svatý Kopeček ·
Topolany ·
Týneček